# 群馬県道314号古戸館林線

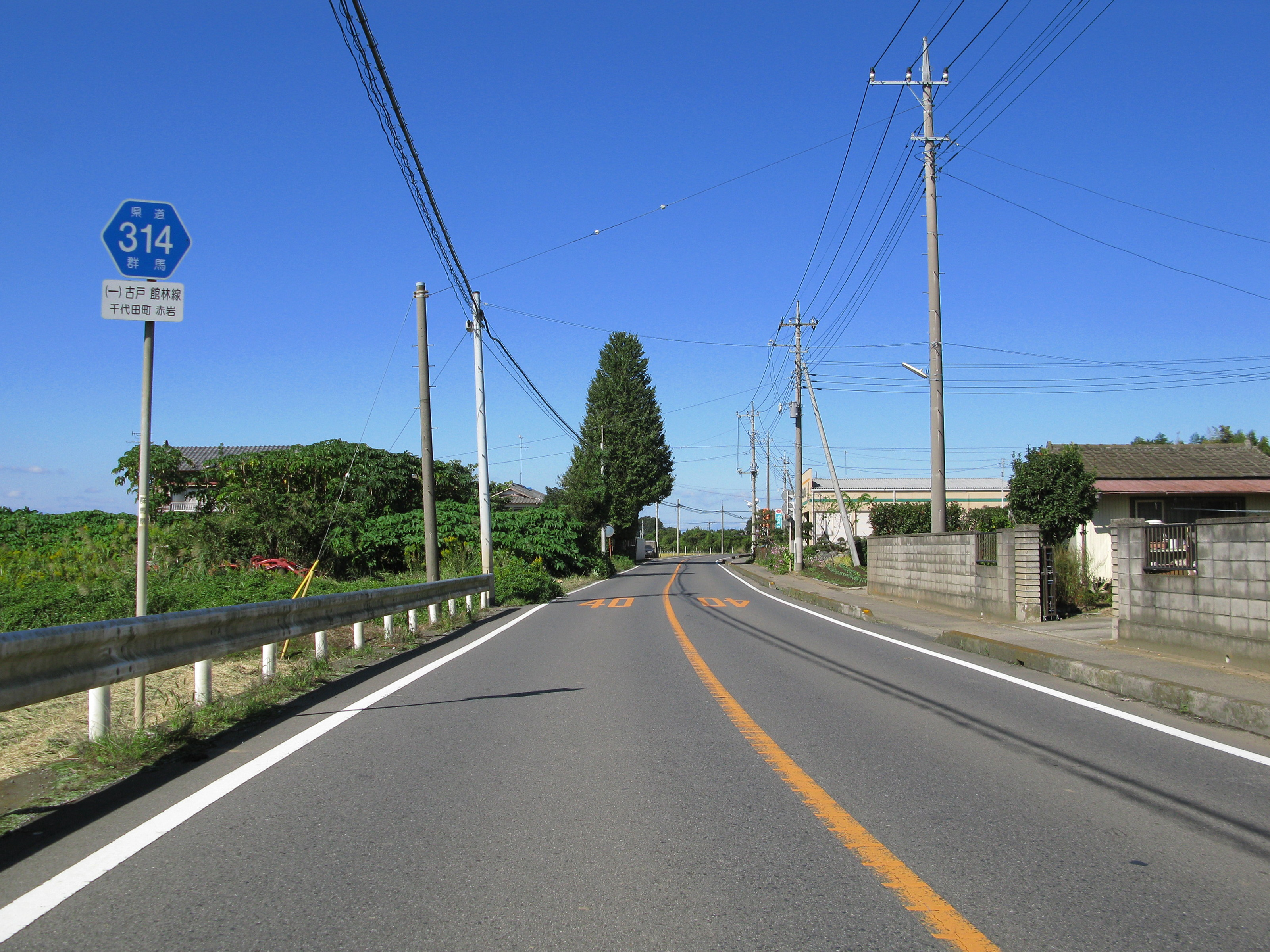
千代田町赤岩地区（2012年10月）

群馬県道314号古戸館林線（ぐんまけんどう314ごう ふるとたてばやしせん）は、群馬県太田市古戸町から館林市赤土町に至る県道である。

## 路線データ
- 起点：太田市古戸町（国道407号交点〈古戸交差点〉）[注釈 1]
- 終点：館林市赤土町（国道122号交点〈赤土町交差点〉）[注釈 2]
- 重要な経過地：邑楽郡大泉町[注釈 3]、千代田村[注釈 4]

## 歴史
- 1959年（昭和34年）9月18日：群馬県より現・道路法に基づき、県道古戸館林線（太田市大字古戸 - 邑楽郡大泉町 - 千代田村 - 館林市成島、整理番号62）が路線認定される[1]。
  - 同日、前身路線にあたる県道館林妻沼線（館林市 - 太田市〈埼玉県界〉、整理番号218）が路線廃止される[2]。

## 交差する主な道路
- 国道407号、群馬県道276号新堀尾島線（太田市古戸町、古戸）
- 群馬県道38号足利千代田線（邑楽郡千代田町新福寺、新福寺）
- 群馬県道152号赤岩足利線（邑楽郡千代田町福島、福島）
- 栃木県道・群馬県道・埼玉県道20号足利邑楽行田線（邑楽郡邑楽町赤堀、鞍掛工業団地）
- 国道354号 館林バイパス（東毛広域幹線道路）、群馬県道361号矢島大泉線（邑楽郡邑楽町赤堀、赤堀）
- 国道122号（館林市赤土町、赤土町）